# Sua Altezza ha detto: no!
Pour plus de détails, voir Fiche technique et Distribution.
Sua Altezza ha detto: no! est un film dramatique italien réalisé par Maria Basaglia et sorti en 1970.

## Synopsis
Le jeune Giorgio est un révolutionnaire, fils de Luigi, un célèbre imprésario de théâtre. Le garçon est convaincu qu'il va réussir dans sa carrière et propose à son père d'organiser une série de spectacles ayant le même thème que les anciennes opérettes, mais avec une touche contemporaine. Le père, pensant qu'il a perdu la tête, dit immédiatement non. Alors pour le convaincre, Giorgio prétend avoir subi un grave accident et avoir perdu la mémoire.
Le tour fonctionne à merveille car Giorgio continue sa farce en faisant croire qu'il est un célèbre directeur de théâtre engagé par son père pour monter un spectacle. Et le père accepte, en pensant à sa santé. Enfin, le grand soir arrive et le spectacle commence : c'est une histoire d'amour entre deux jeunes gens de factions opposées, qui aura pour conséquence l'affrontement des deux peuples. Après quelques mésaventures et contretemps pendant la représentation, ce sera un succès retentissant.

## Fiche technique
- Titre original : Sua Altezza ha detto: no![1]
- Réalisateur : Maria Basaglia
- Scénario : Maria Basaglia, Piero Ballerini, Marcello Albani, Rudy Maiolo
- Photographie : Mario Albertelli (it)
- Montage : Marcello Albani
- Musique : Franz Lehár, Emmerich Kálmán, Lombardo
- Décors : Nino Maccarones, Giorgio Veccia
- Production : Giorgio Marchetto
- Société de production : Doram-Albas
- Pays de production :  Italie
- Langue de tournage : italien
- Format : Couleur par Ferraniacolor - 1,37:1 - Son mono - 35 mm
- Durée : 90 minutes (1h30)
- Genre : Comédie
- Dates de sortie :
  - Italie : décembre 1953

## Distribution
- Jacques Sernas : Giorgio Rovere
- Ugo Tognazzi : Ronchi
- Elena Giusti (it) : Magda, la soubrette
- Achille Togliani : Carlo
- Luigi Pavese Luigi Rovere
- Paola Barbara : une tante
- Lucy D'Albert (it) : Miss Conquistadora
- Marisa Merlini : Libiza
- Fiorella Betti
- Gino Ravazzini : Vanzi
- Gino Gery : M. Wrensky
- Lelio Luttazzi : Sandro
- Gino Bianchi : Directeur
- Gianni Ferrio
- Irene Genna : Anna
- Roberto Risso : Giorgio Rovere
- Luciana Paluzzi : Nanù
- Ignazio Leone